# 原茂 (労働運動家)
原 茂（はら しげる、1920年1月8日 - 2007年12月23日）は、昭和から平成時代の労働運動家。日本炭鉱労働組合（炭労）委員長。

## 経歴
北海道夕張市生まれ。1935年夕張市鹿の谷高等小学校卒業。北海道の中小炭鉱に入り、兵役を経て、1944年北海道炭礦汽船平和鉱業所に入社。1946年平和炭鉱労組書記長、1947年同労組委員長。1950年北海道炭鉱汽船労働組合連合会（北炭労連）副委員長。1951年日本炭鉱労働組合（炭労）副委員長。1952年の破防法をめぐる炭労の左右対立では左派を代表する立場にたち、同年の炭労スト、1953年の三井炭鉱労連の「英雄なき113日の闘い」などを指導。1956年炭労委員長となり、1959年から1960年の三井三池闘争を指導したが、最終的に中労委の藤林斡旋案（会社は指名解雇を撤回し、該当者は自発的に退職する）を受諾して、炭労は敗北した。三池闘争後は石炭政策転換闘争を指導。1962年5月健康上の理由で炭労委員長を退任、炭労顧問。この間、1955年の高野実総評事務局長の退陣後、労働者同志会に参加。1961年総評社会党員全国連絡協議会代表幹事。1964年総評顧問。1952年から1988年まで断続的に中央労働委員会（中労委）、公共企業体等労働委員会（公労委）委員を歴任。労働者教育の分野でも活動。社会党内の構造改革論争では構造改革路線を支持。
2007年12月23日、老衰のため東京都板橋区の病院で死去、87歳。

## 著書
- 『社会科学のすすめ』（伊東光晴、江田三郎、杉田正夫、竹内良知、中岡哲郎、松下圭一共著、合同出版社［合同新書］、1964年）